# Éric Baudelaire
Pour les articles homonymes, voir Baudelaire (homonymie).
Éric Baudelaire, né à Salt Lake City (États-Unis) le 31 janvier 1973,, est un artiste et cinéaste français.

## Biographie

### Famille et formation
Éric Baudelaire passe son enfance entre la France et les États-Unis où il termine ses études supérieures, obtenant un diplôme en sciences politiques à l'université Brown située à Providence, dans l’État de Rhode Island.

### Parcours professionnel
Il travaille comme chercheur au Harvard Kennedy School of Government.
En 2000, un voyage en compagnie de l'écrivain Dov Lynch dans trois entités d'ex-URSS marque sa transition vers le champ des arts visuels. En Abkhazie, entité ayant déclaré en 1992 son indépendance de la Géorgie, Éric Baudelaire réalise un premier travail photographique intitulé États Imaginés qui paraît sous forme de livre en 2005 aux éditions Actes Sud.
Lors d'une résidence à la villa Kujoyama à Kyoto en 2008, Éric Baudelaire réalise deux films courts, [sic] et The Makes, tous deux sélectionnés au festival international du film de Rotterdam. Au Japon, il débute également une recherche sur l'Armée rouge japonaise qui aboutit avec un premier long métrage, L'Anabase de May et Fusako Shigenobu, Masao Adachi et 27 années sans images. Reprenant la notion d'Anabase d'après Xénophon, le film retrace l'histoire d'un groupuscule terroriste japonais dont les membres ont quitté Tokyo pour Beyrouth pendant les années 1970, avant de revenir à Tokyo en 2000. Le récit est raconté par Mei Shigenobu, fille de la fondatrice de l'Armée rouge japonaise, et Masao Adachi, cinéaste expérimental de la nouvelle vague japonaise, qui a rejoint la lutte armée pour la cause palestinienne au Liban. Le film est sélectionné au festival international de cinéma de Marseille (FID Marseille) et gagne le prix du jury au festival DocLisboa. Le film est également présenté au Centre Pompidou, dans le cycle « Vidéo et après ».
La collaboration entre Éric Baudelaire et Masao Adachi donne lieu à un second film, The Ugly One, en 2013. Adachi étant interdit de quitter le territoire japonais, Baudelaire lui commande un scénario pour un film qu'il tourne à Beyrouth, et pour lequel Adachi lui envoie des pages de dialogue chaque matin du tournage. Le film retrace l'histoire de deux personnages ayant perdu la mémoire pendant la guerre civile libanaise, et bascule dans une forme expérimentale lorsque le scénario d'Adachi se révèle impossible à tourner. Le film est sélectionné au Festival international du film de Locarno en 2013, et il est présenté sous forme d'installation à la Triennale de Yokohama.
En 2014, Baudelaire retourne en Abkhazie pour réaliser Letters to Max. Le film est basé sur une série de lettres que Baudelaire expédie, depuis Paris, à Maxim Gvinjia ancien ministre des affaires étrangères d'Abkhazie. La correspondance touche à des histoires personnelles et à l'amitié entre Baudelaire et Gvinjia, mais aussi à des questions philosophiques liées au caractère fictif de l'idée d'État-nation, à l'image de ces lettres qui n'auraient pas dû arriver à leur destinataire puisque la France ne reconnaît pas l'état Abkhaze. En 2015, Baudelaire organise l'exposition The Secession Sessions qui comprend des projections du film Letters to Max, une performance de Maxim Gvinjia intitulée The Abkhaz Anembassy, et une série de conférences et de discussions auxquelles sont conviés des chercheurs de différents domaines pour aborder des questions liées au sécessionnisme, au nationalisme et aux états non-reconnus. L'exposition débute au Centre d'art Bétonsalon à Paris, et se poursuit en Norvège au Bergen Kunsthall, aux États-Unis au Berkeley Art Museum / Kadist San Francisco, et aux Émirats arabes unis pour la 12e Biennale de Charjah où le projet remporte le prix. 
Dans Also Known As Jihadi, un long métrage réalisé en 2017, Baudelaire retrace l'itinéraire d'un jeune Français qui quitte le Val-de-Marne en 2012 pour rejoindre les rangs du Front al-Nusra en Syrie. Le film est inspiré de A.K.A. Serial Killer (1969) de Masao Adachi, notamment de la notion de "théorie du paysage" (fûkeiron en japonais), qui propose de filmer les lieux dans lesquels le protagoniste du film a vécu pour y chercher la trace des structures de pouvoir qui ont pu influencer ses actes. Baudelaire s'éloigne du film d'Adachi en rajoutant un deuxième élément : des extraits du dossier judiciaire du protagoniste du film (écoutes téléphoniques, procès-verbaux d'interrogatoires, filatures) qui s'insèrent entre les paysages où il a vécu. Le film est en compétition au Festival international de cinéma de Marseille (FID Marseille), et gagne le grand prix du Festival dei popoli à Florence.
Also Known As Jihadi est au centre d'APRÈS, une exposition monographique d'Éric Baudelaire présentée au Centre Pompidou en septembre 2017. Le projet, dont le titre se réfère implicitement aux événements du 13 novembre 2015 à Paris, propose un agencement d’œuvres, de films et d'une programmation d'événements pour interroger les moyens et les fins de l'art face à l'événement, dans un temps qu'Éric Baudelaire décrit comme « un enchevêtrement constant d'après : après l'événement, après la catastrophe, après le bouleversement des certitudes». L'utilisation hybride de l'espace muséal entre cinéma et art contemporain caractérisant le travail d'Éric Baudelaire, se fait, à cette occasion, avec une sélection d'œuvres issues de la collection du musée national d'Art moderne (Brancusi, Kurt Schwitters, Robert Filliou, Rosemarie Trockel) qui dialoguent avec le film Also Known As Jihadi. Une programmation quotidienne de rencontres, de projections et de discussions aborde, à travers un abécédaire, des sujets liés aux questionnements de l'exposition : A pour Architecture, C pour Commémorer, H pour Hypnose, J pour Justice, T pour le Temps presse, etc.
En 2019, Éric Baudelaire présente Tu peux prendre ton temps au Centre Pompidou, dans le cadre de l’exposition des artistes nommées au prix Marcel-Duchamp. Au cœur du dispositif, Un film dramatique, d’une durée de 114 minutes, fabriqué au fil de quatre années avec un groupe d’élèves du collège Dora-Maar (Saint-Denis), est entouré d’un Prélude et d’une installation visible depuis l’une des terrasses du musée : Beau comme un Buren mais plus loin. Il s’agit d’un drapeau réalisé par l’une des élèves co-autrice du film, déployé en haut de la tour Pleyel ; repère géographique qui apparaît de manière récurrente dans le film. 
Tu peux prendre ton temps a notamment été exposé à la Biennal de Sao Paulo en 2021. 
De la même manière, Death Passed My Way and Stuck His Flower in My Mouth, exposition qui s’est tenue à la Kunst Halle de Saint-Gall en 2021, déplie autour d’une installation filmique une série d’installations reprenant les motifs et les thématiques abordés dans le film. 
Il est membre du collectif 50/50 qui a pour but de promouvoir l’égalité des femmes et des hommes et la diversité dans le cinéma et l’audiovisuel,.
Il est par ailleurs lauréat du prix Marcel-Duchamp (2019) et de la Bourse Guggenheim (2019),.

## Filmographie
- 2007 : Sugar Water, 72 minutes[48]
- 2009 : [sic], 15 minutes[49]
- 2010 : The Makes, 26 minutes[50]
- 2011 : The Anabasis of May and Fusako Shigenobu, Masao Adachi et 27 années sans images, 66 minutes[51]
- 2013 : The Ugly One, 101 minutes[52]
- 2014 : Letters to Max, 103 minutes[53]
- 2017 : Also Known As Jihadi, 101 minutes[54]
- 2018 : Walked the Way Home, 27 minutes[55]
- 2019 : Un film dramatique
- 2022 : Une fleur à la bouche, 70 minutes[56]

## Expositions

### Expositions personnelles
- 2007 : Circumambulation, Elizabeth Dee Gallery, New York
- 2009 : Anabases (II), galerie Greta Meert, Bruxelles
- 2009 : Anabases (I), Elizabeth Dee Gallery, New York
- 2010 : Hammer projects: Éric Baudelaire, Hammer Museum, Los Angeles[57]
- 2011 : The Anabasis of May and Fusako Shigenobu, Masao Adachi and 27 Years without Images, CAC la Synagogue de Delme, Delme[58]
- 2012 : The Anabasis of May and Fusako Shigenobu, Masao Adachi and 27 Years without Images, Gasworks, Londres[59]
- 2014 : Now_Then_Here_Elsewhere, Beirut Art Center, Beyrouth[60]
- 2014 : The Secession Sessions, Bétonsalon, Paris[61]
- 2014 : The Secession Sessions, Bergen Kunsthall, Bergen[62]
- 2014 : FRMAEOWRK, Fridericianum, Cassel[63]
- 2015 : The Secession Sessions, UC Berkeley Art Museum / Kadist, San Francisco[28]
- 2015 : The Ugly One, Ludwig Forum, Aachen, Allemagne[64]
- 2017 : The Music of Ramón Raquello and his Orchestra Witte de With, Rotterdam[65]
- 2017 : APRÈS, Centre Pompidou, Paris, France[66]
- 2019 : Faire avec, CRAC Occitanie, Sète, France[67]
- 2021: Death Passed My Way and Stuck This Flower in My Mouth, Kunst Halle Sankt Gallen[68]

### Expositions collectives
- 2012 : Intense Proximité, La Triennale, Palais de Tokyo, Paris
- 2012 : A Blind Spot, Documentary Forum II, Haus der Kulturen der Welt, Berlin[69]
- 2012 : Mindaugas Triennial, Baltic Triennial of International Art, Vilnius
- 2012 : Modern Monsters / Death and Life of Fiction, 8th Taipei Biennial, Taipei Fine Arts Museum, Taipei[70]
- 2014 : Ghosts, Spies and Grandmothers, Mediacity Biennale SeMA, Séoul
- 2015 : Sharjah Biennial 12, The past, the present, the possible, Sharjah
- 2015 : The Inoperative Community, Raven Row, Londres[71]
- 2016 : Still (the) Barbarians, EVA International, Ireland’s Biennale, Limerick
- 2016 : Territories and Fictions, Thinking a New Way of the World, Museo Reina Sofia, Madrid
- 2016 : Le Grand Balcon, Biennale de Montréal 2016, Montréal
- 2017 : Contour Biennale 8, Mechelen
- 2017 : Whitney Biennial, Whitney Museum of American Art, New York[72]
- 2021 : Though it's dark, still I sing, 34ème Biennale de Sao Paulo[73]
- 2022 : When There Is No More Music to Write (with Alvin Curran), Spike Island, Bristol[74]

## Prix, distinctions et récompenses
- 2005 : prix de la fondation HSBC pour la photographie[75]
- 2012 : Audi Talent Awards Art[76]
- 2014 : SeMA-HANA Award, Mediacity, Séoul[77]
- 2015 : Sharjah Biennial 12 Prize[78]
- 2017 : Future of Europe Art Prize
- 2019 : lauréat du prix Marcel-Duchamp pour son installation réalisée à partir d'Un film dramatique[79]
- 2020 : grand prix du Festival Punto de Vista, Pampelune, Espagne[80]

## Interviews
- 2011 : Festival dei Popoli, talk about The Anabasis[81]
- 2012 : Taipei Biennial 2012 – Éric Baudelaire[82]
- 2013 : Festival Punto de Vista – Éric Baudelaire[83]
- 2014 : Film Society Lincoln Center : Filmmaker Éric Baudelaire discusses The Ugly One[84]
- 2015 : Q&A with Stoffel Debuysere after Letters to Max screening in Brussels[85]
- 2015 : Doc's Kingdom - Entrevista com Éric Baudelaire @ Canal180[86]
- 2017 : Éric Baudelaire : L'Anabase |Vidéo et après| Centre Pompidou[87]
- 2017 : Art Basel Film Q&A with Maxa Holler[88]